# Nant Gwrtheyrn
El Centro de la Lengua y Patrimonio Galeses Nant Gwrtheyrn está situado en un antiguo pueblo minero, en la costa norte de la península de Lleyn (Llŷn en galés), Gwynedd, en el noroeste de Gales.
A veces se le refiere como 'el Nant' (the Nant) y toma su nombre del valle en el que se localiza, Nant Gwrtheyrn, que se encuentra aislado por el mar al pie de Yr Eifl. El centro está construido dentro de las estructuras del antiguo pueblo minero Porth y Nant, que fue abandonado durante la Segunda Guerra Mundial tras el cese de la minería. 

## Historia
La cantera llamada Nant Gwrtheyrn se abrió en 1861 y era atendida por un pueblo en el sitio del actual centro lingüístico llamado Porth y Nant. Nant Gwrtheyrn producía adoquines para carreteras. La comunidad vivía de forma aislada, con productos enviandos principalmente a través del mar de Irlanda, siendo así limitado el contacto con el mundo exterior.
La canterra cerró cerca de la Segunda Guerra Mundial, en parte debido a la caída de la demanda y también a las dificultades de transporte. Las laderas de Nant, junto con sus marcas paisajísticas y las ruinas de las estructuras mineras, testifican su antigua existencia.
Tras el cierre, la comunidad se dispersó y las casas cayeron en mal estado. Fueron ocupadas por hippies durante un tiempo durante la década de 1960, el lugar era objetivo de varios planes de revitalización, incluyendo una escuela, cuando fue adquirido por una fundación local decidió establecer un centro lingüístico galés aquí.

## Centro lingüístico
El centro está especializado en cursos para adultos que quieren aprender galés. Los cursos tienen lugar durante todo el año con varios niveles desde los más principiantes hasta niveles profesionales, con fines de semana para estudiantes y otras actividades para fortalecer el entendimiento. A los participantes normalmente se les ofrece una o dos experiencias culturales así como aprendizaje formal. Los estudiantes se alojan en el pueblo, compuesto por dos filas de casas rurales de los antiguos trabajadores, Trem y Mor (vistas marinas) y Trem y Mynydd (vistas de montaña).  
Asimismo, el centro se usa para bodas y conferencias, y como sitio residencial para estudiantes de Escritura Imaginativa en la Universidad John Moores de Liverpool. El paisaje alrededor de Nant Gwrtheyrn es famoso por su extraordinaria belleza natural y por ello es frecuentado por escritores y fotógrafos.

## Paisaje
La cercana playa puede verse desde el pueblo y accesible a través de un camino sin pavimentar. Las vistas dan a Porth Dinllaen y en días claros puede avistarse el faro de South Stack en Anglesey. El castillo de Gwrtheyrn fue destruido por un incendio del cielo, según la leyenda. 

## Acceso y transporte
El lejano emplazamiento del centro implica un difícil acceso. La carretera original que llegaba al pueblo era muy empinada y estaba llena de curvas cerradas, por lo que era inapropiada para conductores nerviosos o inexperimentados, o en malas condiciones meteorológicas. Fue por ello usada como sacacorchos para pruebas en tierra por muchas compañías automovilísticas internacionales. Ahora ha sido mejorada y posee lugares de paso.
La parada de bus más cercana se encuentra en el cercano pueblo de Llithfaen y las estaciones de tren más cercanas están en Pwllheli y Bangor. También es posible ir andando al centro desde lo alto del valle, pero la bajada puede llevar cuarenta minutos, mientras la subida es agotante y cuesta una hora.